# Zschaiga
Zschaiga ist eine Ortslage des Ortsteiles Ehrenberg der Skat- und Residenzstadt Altenburg in Ostthüringen.

## Lage
Zschaiga befindet sich südöstlich von Ehrenberg im ländlichen Raum und dem Ackerbaugebiet der Lösshügellandschaft um Altenburg und am Rand der Pleißeniederung. Eine Verbindungsstraße vom Weiler nach Mockzig gibt Anschluss an die Landesstraße 2464.

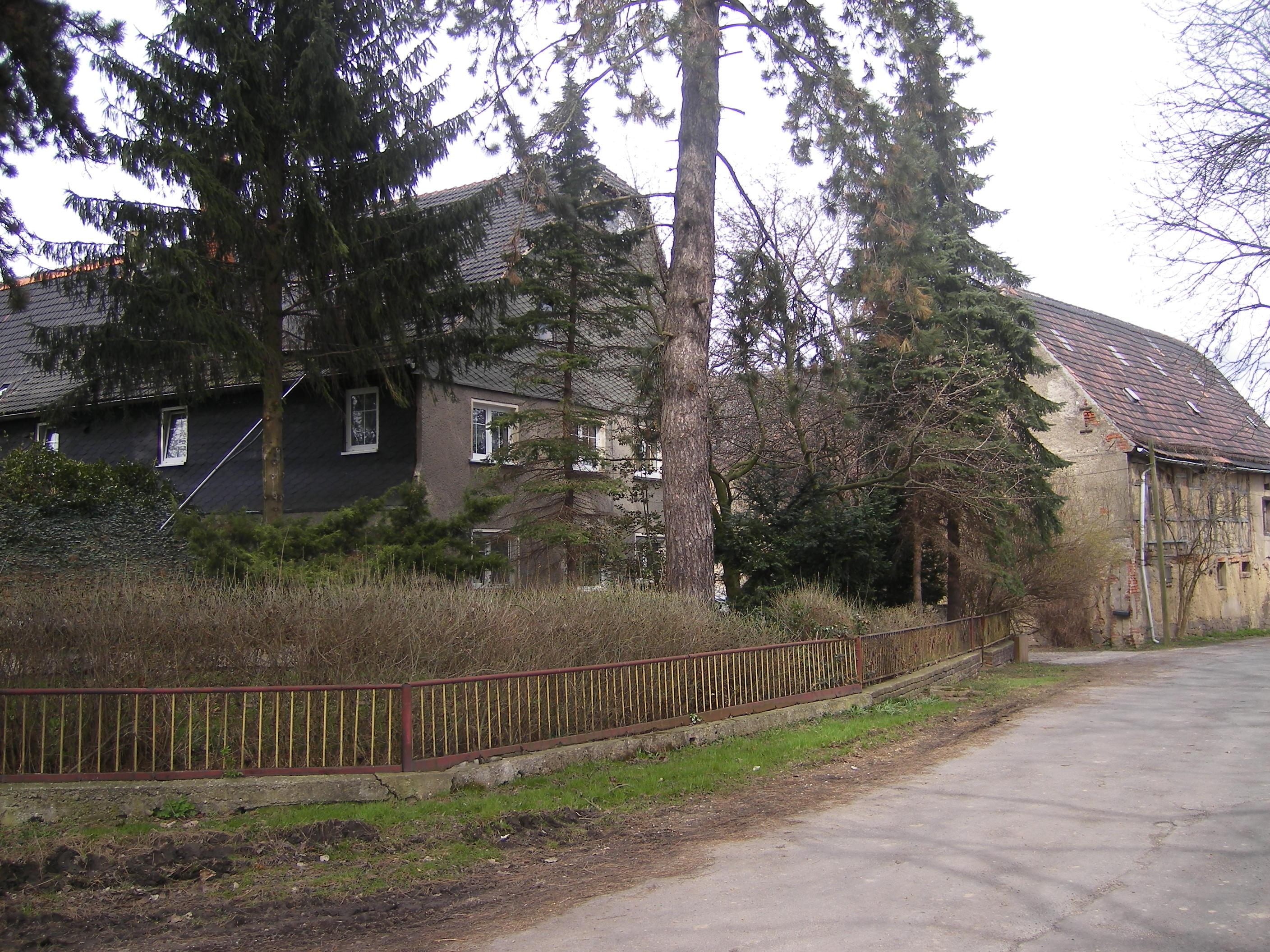
Einer der beiden Höfe in Zschaiga

## Geschichte
Zwischen 1181 und 1214 fand die urkundliche Ersterwähnung des Weilers statt. Zschaiga gehörte zum wettinischen Amt Altenburg, welches ab dem 16. Jahrhundert aufgrund mehrerer Teilungen im Lauf seines Bestehens unter der Hoheit folgender Ernestinischer Herzogtümer stand: Herzogtum Sachsen (1554 bis 1572), Herzogtum Sachsen-Weimar (1572 bis 1603), Herzogtum Sachsen-Altenburg (1603 bis 1672), Herzogtum Sachsen-Gotha-Altenburg (1672 bis 1826). Bei der Neuordnung der Ernestinischen Herzogtümer im Jahr 1826 kam der Ort wiederum zum Herzogtum Sachsen-Altenburg. Nach der Verwaltungsreform im Herzogtum gehörte er bezüglich der Verwaltung zum Ostkreis (bis 1900) bzw. zum Landratsamt Altenburg (ab 1900). Das Dorf gehörte ab 1918 zum Freistaat Sachsen-Altenburg, der 1920 im Land Thüringen aufging. 1922 kam es zum Landkreis Altenburg. Zschaiga zählte zur Volkszählung 1946 noch 73 Einwohner.
Bei der zweiten Kreisreform in der DDR wurden 1952 die bestehenden Länder aufgelöst und die Landkreise neu zugeschnitten. Somit kam Zschaiga mit dem Kreis Altenburg an den Bezirk Leipzig; jener gehörte seit 1990 als Landkreis Altenburg zu Thüringen und ging 1994 im Landkreis Altenburger Land auf. Am 1. Juli 1950 wurde der Weiler nach Ehrenhain eingemeindet, am 1. Januar 1963 erfolgte die Umgliederung nach Mockzig. Am 1. Juni 1965 gelangte Mockzig nach Ehrenberg, welches wiederum am 14. Juli 1993 ein Ortsteil der Stadt Altenburg wurde.